# Соколів-Малопольський (гміна)
Гміна Соколів-Малопольський (пол. Gmina Sokołów Małopolski) — місько-сільська гміна у східній Польщі. Належить до Ряшівського повіту Підкарпатського воєводства.
Станом на 31 грудня 2011 у гміні проживало 16951 особа.

## Територія
Згідно з даними за 2007 рік площа гміни становила 134.04 км², у тому числі:
- орні землі: 71.00%
- ліси: 23.00%

Таким чином, площа гміни становить 11.00% площі повіту.

## Населення
Станом на 31 грудня 2011:
| Опис     | Загалом | Загалом | Чоловіки | Чоловіки | Жінки | Жінки |
| -------- | ------- | ------- | -------- | -------- | ----- | ----- |
| одиниця  | осіб    | %       | осіб     | %        | осіб  | %     |
| все      | 16951   | 100     | 8348     | 49.25    | 8603  | 50.75 |
| міське   | 4048    | 100     | 1962     | 48.47    | 2086  | 51.53 |
| сільське | 12903   | 100     | 6386     | 49.49    | 6517  | 50.51 |

## Сусідні гміни
Гміна Соколів-Малопольський межує з такими гмінами: Глогув-Малопольський, Камень, Лежайськ, Нова Сажина, Ракшава, Раніжув, Тшебовнісько, Чорна.